# Мислилац
Мислилац (фр. Le Penseur), једна од најпознатијих скулптура француског вајара Огиста Родена. Скулптура представља надмоћног нагог мушкарца који седи замишљен с руком на бради. Сачињена је од мермера и бронзе, а данас се налази у Музеју Роден у Паризу.
Роден је својој скулптури дао поетско значење, приказавши Дантеа испред „врата” пакла. Данас постоји више од 20 копија оригиналног дела у сличним димензијама док је много већи број оних копија које су мање.
Скулптура је првобитно замишљена као део Роденовог дела Врата пакла (фр. La Porte de l'Enfer). Међутим, он је ипак одлучио да ће скулптуру извести самостално. Мислилац данас има култни статус и представља симбол филозофије и интелектуалне активности.

## Порекло
Мислилац се у почетку називао Песником (фр. Le Poète)), и био је део велике наруџбине започете 1880. за окружење врата под називом Капије пакла. Роден је ово засновао на песми Дантеа Алигијерија Божанствена комедија из раног 14. века, а већина фигура у делу представљала је главне ликове у песми са Мислиоцем у центру композиције изнад улаза и нешто већи од већине других фигура. Неки критичари верују да је првобитно била намера да се Данте прикаже на вратима пакла, размишљајући о његовој великој песми.
Други критичари одбацују ту теорију, истичући да је фигура гола док је Данте у целој песми потпуно одевен и да тело скулптуре не одговара Дантеовој бледој фигури. Скулптура је гола, јер је Роден желео херојску фигуру у традицији Микеланђела, која представља интелект као и поезију. Други критичари да виде скулптуру као аутопортрет. Овај детаљ са Капије пакла су радници ливнице назвали Мислилац, након што су приметили његову сличност са Микеланђеловом статуом Лоренца де Медичија под називом Il Pensieroso (Мислилац).

## Уметничко тржиште
У јуну 2022. постхумна глумачка одливак је понуђена на аукцији код Кристиса у Паризу са проценом од 9 до 14 милиона евра. Одливци су направљени око 1928. у ливници Рудиер, породичној фирми коју је основао Алексис Рудије (1845-1897) који је сарађивао са Антоаном Бурделом и Аристидом Мајолом, пре него што је његов син Ежен (1875-1952) преузео дужност.

## Пријем
Макс Линд је имао изливену копију монументалне верзије 1904. и поставио је у башту своје виле, Линдеше вила. Тамо је Едвард Манк насликао своју слику Роденов мислилац у башти др Линд, која се сада налази у Бенхаусу. Одливак је касније пренет у Детроитски институт уметности.
У свом филму Велики диктатор, Чарли Чаплин приказује Милоску Венеру и Роденовог мислиоца са модификацијом да су леве руке испружене у Хајнкеловом поздраву. Са овом алузијом на нацистички поздрав, Чаплин се бави интеграцијом уметности у нацистичку пропаганду. У филму Ноћ у музеју 2, протагонисти се сусрећу са оживљеном статуом Мислиоца. Када му се постави питање, он једноставно одговара: „Мислим...мислим...мислим.” Касније у филму, он флертује са статуом Афродите. У филму Смрт на сахрани, статуа је цитирана као Алан Тјудик како седи гол на крову у „пози размишљања“. У делу Поноћ у Паризу, тадашња француска прва дама Карла Бруни појавила се у камео улози као туристички водич, објашњавајући скулптуру Мислиоца групи америчких посетилаца у башти Музеја Родин.
У оквиру пројекта Штат.Ванд.Кунст покренутог у Манхајму за осликавање кућа у граду великим зидним сликама (тзв. мурали) домаћих и међународних уметника са сцене уличне уметности, Родинов мислилац је преузет и мурал „Модерни мислилац“ је имплементиран.

## Сличне скулптуре
Репетитивни прикази појединаца, и мушкараца и жена, приказани су у физичком облику док су у процесу контемплације или туговања. „Мислилац“ из Чернаводе у Румунији, скулптура од теракоте, и њен женски пандан, „Жена која седи“, изузетна су уметничка дела из доба халколита. Култура Хаманџија произвела је ове изузетне скулптуре, а Мислилац се верује да је најранија праисторијска скулптура која преноси људску саморефлексију уместо уобичајених уметничких тема лова или плодности. Откриће Спонг човека, који је најранија позната англосаксонска скулптура особе, извршено је на другом крају Европе. Сматра се да је скулптура стара пет миленијума. Она поприма облик седеће фигуре на грнчарском поклопцу кремацијске урне, која подсећа на хуманоидну фигуру.
Хиљаду година касније, Микеланђело је створио гробницу Лоренца де Медичија, која се налази у базилици Сан Лоренцо у Фиренци, Италија. Гробница је скулптурно ремек-дело и наручио ју је папа Клемент VII у част сећања на Лоренца де Медичија, члана моћне породице Медичи из Фиренце. Гробница се сматра једним од Микеланђелових најбољих дела у скулптури и настала је у маниристичком стилу касне ренесансе. Гробница има велику правоугаону основу, коју красе сложени рељефи и две скулптуре, Сумрак и Зора, које представљају циклус живота. Централна фигура на гробници је скулптура Лоренца де Медичија, који је приказан као мислилац са лицем у сенци и лактом ослоњеним на касу са новцем са сличном мишићавом, контемплативном фигуром са руком на бради, иако је фигура седи уместо да стоји као Роденов „Мислилац“. Гробница такође укључује две лежеће фигуре на саркофагу, за које се верује да представљају дан и ноћ.
- Мислилац и жена која седи
- Поклопац Спонг Ман у музеју и уметничкој галерији замка Норвич
- Лоренцо де Медичи, рад Микеланђела у капели Медичи, Фиренца
- Роденов Мислилац (у парку виле Линдеше са породицом у позадини) Едварда Мунка